# Längdhopp för herrar i friidrott vid olympiska sommarspelen 1996
Längdhopp för herrar vid olympiska sommarspelen 1996 i Atlanta avgjordes 29 juli.

## Medaljörer
| Gren      | Guld             | Guld   | Silver                   | Silver | Brons            | Brons  |
| Längdhopp | Carl Lewis · USA | 8,50 m | James Beckford · Jamaica | 8,29 m | Joe Greene · USA | 8,24 m |

## Resultat

### Icke-kvalificerade
| Placering | Icke-kvalificerade         | Längd |
| --------- | -------------------------- | ----- |
| —         | Spyridon Vasdekis (GRE)    | 7.98m |
| —         | Bogdan Ţărus (ROU)         | 7.96m |
| —         | Cheikh Tidiane Touré (SEN) | 7.91m |
| —         | Andrew Owusu (GHA)         | 7.91m |
| —         | Nai Hui-Fang (TPE)         | 7.91m |
| —         | Bogdan Tudor (ROU)         | 7.88m |
| —         | Milan Gombala (CZE)        | 7.88m |
| —         | Georg Ackermann (GER)      | 7.86m |
| —         | János Uzsoki (HUN)         | 7.82m |
| —         | Kostas Koukodimos (GRE)    | 7.82m |
| —         | Carlos Calado (POR)        | 7.81m |
| —         | Simone Bianchi (ITA)       | 7.79m |
| —         | Vitalij Kirilenko (UKR)    | 7.77m |
| —         | Robert Emmijan (ARM)       | 7.76m |
| —         | Nelson Ferreira (BRA)      | 7.76m |
| —         | Chen Jing (CHN)            | 7.70m |
| —         | Chao Chih-Kuo (TPE)        | 7.67m |
| —         | Jaime Jefferson (CUB)      | 7.65m |
| —         | Jesús Oliván (ESP)         | 7.64m |
| —         | Douglas de Souza (BRA)     | 7.61m |
| —         | Richard Duncan (CAN)       | 7.61m |
| —         | Aleksej Petruchnov (RUS)   | 7.50m |
| —         | Remmy Limo (KEN)           | 7.46m |
| —         | Nobuharu Asahara (JPN)     | 7.46m |
| —         | Francois Fouche (RSA)      | 7.44m |
| —         | Kenny Lewis (GRN)          | 7.41m |
| —         | Keita Cline (IVB)          | 7.26m |
| —         | Andreja Marinković (YUG)   | 7.17m |
| —         | Marcio da Cruz (BRA)       | 7.12m |
| —         | Victor Shabangu (SWZ)      | 6.79m |
| —         | Siniša Ergotić (CRO)       | NM    |
| —         | Benny Fernando (SRI)       | NM    |
| —         | Hans-Peter Lott (GER)      | NM    |
| —         | Sung Hee-Jun (KOR)         | NM    |
| —         | Franck Zio (BUR)           | NM    |
| —         | Vladimir Malyavin (TKM)    | NM    |
| —         | Ellsworth Manuel (AHO)     | NM    |
| —         | Ivaylo Mladenov (BUL)      | NM    |
| —         | Ousman Sallah (GAM)        | NM    |
| —         | Craig Hepburn (BAH)        | DNS   |

### Final
| Placering | Längdhoppare               | Längd | 1    | 2    | 3    | 4    | 5    | 6    | Noteringar |
| --------- | -------------------------- | ----- | ---- | ---- | ---- | ---- | ---- | ---- | ---------- |
|           | Carl Lewis (USA)           | 8.50  | x    | 8.14 | 8.50 | -    | 8.06 | x    | SB         |
|           | James Beckford (JAM)       | 8.29  | x    | 8.02 | 8.13 | x    | x    | 8.29 |            |
|           | Joe Greene (USA)           | 8.24  | 7.80 | 7.79 | 8.24 | x    | x    | x    | SB         |
| 4         | Emmanuel Bangué (FRA)      | 8.19  | 8.19 | 8.10 | x    | 7.88 | 6.46 | 6.87 |            |
| 5         | Mike Powell (USA)          | 8.17  | 7.89 | 8.17 | 7.99 | x    | x    | x    | SB         |
| 6         | Gregor Cankar (SLO)        | 8.11  | x    | x    | 8.11 | x    | x    | 5.33 |            |
| 7         | Aleksandr Glovatskij (BLR) | 8.07  | 8.07 | x    | 8.07 | x    | x    | x    |            |
| 8         | Mattias Sunneborn (SWE)    | 8.06  | 7.89 | 7.97 | 8.06 | 8.04 | 8.03 | 7.75 |            |
| 9         | Huang Geng (CHN)           | 7.99  | 7.99 | 7.87 | 7.89 |      |      |      |            |
| 10        | Yuriy Naumkin (RUS)        | 7.96  | 7.96 | 7.88 | 7.95 |      |      |      |            |
| 11        | Andrejy Ignatov (RUS)      | 7.83  | x    | 7.83 | 7.58 |      |      |      |            |
| 12        | Iván Pedroso (CUB)         | 7.75  | x    | 7.57 | 7.75 |      |      |      |            |
| 13        | Erik Nys (BEL)             | 7.72  | 7.59 | x    | 7.72 |      |      |      |            |